# Croisade à Managua
Croisade à Managua est le 53e roman de la série SAS, écrit par Gérard de Villiers et publié en 1979 dans la collection Plon (Presses de la Cité). Comme tous les SAS parus au cours des années 1970, le roman a été édité lors de sa publication en France à 550 000 exemplaires.
L'action se déroule en avril-mai 1979 (juste avant la chute du régime de Somoza) à Managua, au volcan Concepción et au lac Nicaragua (Nicaragua).

## Intérêt du roman
C'est l'un des rares romans à succès d'édition qui évoque la chute du régime du dictateur Somoza et son régime politique.
C'est aussi l'un des rares romans mettant en scène un roman français se déroulant au Nicaragua.

## Publications et notoriété du roman
Dans le numéro de juillet-août 2014 de la Revue des Deux Mondes dont le titre est « G. de Villiers : enquête sur un phénomène français », il est précisé sous la plume de Serge Brussolo, en page 79 de la revue, que « (…) à la fin des années 1960, la vente moyenne d'un SAS tournait autour des 250 000 exemplaires. Gérard de Villiers en écrivait quatre par an. Ce à quoi s'ajoutaient les rééditions continuelles des anciens titres. Au bas mot, plus d'un million de volumes vendus chaque année à un public englobant des couches socioprofessionnelles allant de l'ouvrier métallurgiste au cadre supérieur. Aujourd'hui, en ces temps de grande misère éditoriale, de tels chiffres font rêver. »
Dans son essai consacré à la biographie de Gérard de Villiers et aux romans de la série SAS, Benoît Franquebalme indique le succès grandissant des romans dans le public.
Ainsi dès 1967, les ventes sont de 100 000 exemplaires par tome (soit 400 000 exemplaires par an).
À partir de 1976 et dans les années qui suivent, les romans sont tirés à 550 000 exemplaires le premier jour de la parution.

## Personnages principaux

### Américains et alliés
- Malko Linge : héros du roman, Autrichien, agent contractuel de la CIA.
- Chris Jones et Milton Brabeck : agents spéciaux de la CIA.
- Henry Gall : chef de l'antenne locale de la CIA.
- Brenda Trent : agente de la CIA.

### Autres personnages
- Otero Nuncio : colonel
- Doug Swiners : son homme de main.
- Mercedes Puntas : sa maîtresse
- Julio Zelaya (« El Cero ») : opposant au régime.
- Père Thomas
- Fulvia
- Julia
- Jim Thorp
- El Chigüin

## Résumé

### Début du roman
Le colonel Otero Nuncio apprend une bonne nouvelle : l'opposant Julio Zelaya (« El Cero ») vient d'être fait prisonnier. Nuncio demande à son homme de main américain, Doug Swiners, de le torturer. Zelaya se fait manger ses testicules par un chien labrador. Sous la torture, il finit par donner le nom de la personne qu'il devait rencontrer : Brenda Trent, agent de la CIA. Brenda Trent disparaît ensuite, enlevée par la police politique du président Somoza. Malko reçoit l'ordre des chefs de la CIA de découvrir si Brenda Trent a été assassinée ou si elle est encore vivante (dans cette hypothèse il doit la ramener aux États-Unis). C'est lui qui est choisi pour l'enquête car la CIA n'a pas confiance dans le chef de l'antenne locale, Henry Gall, soupçonné d'être trop proche de Somoza. 

### Aventures
Malko va d'abord rencontrer le Père Thomas, missionnaire proche des Sandinistes, qui lui donne un contact : Fulvia. La jeune femme informe Malko que Brenda serait incarcérée dans une prison spéciale dirigée par José Ramirez et qu'elle aurait été tuée près du Concepción, un volcan en activité. Malko reçoit l'aide de Chris Jones et Milton Brabeck. Puis Malko rencontre Doug Swiners, qui affirme que Brenda a été tuée à la suite d'une bavure des policiers nicaraguayens qui l'ont prise pour une rebelle, puis enterrée. Malko découvre que Brenda Trent a été jetée vivante dans un volcan. Examinant le cheminée du volcan, tout près de la lave en fusion, il trouve un mocassin à semi consumé appartenant à la jeune femme. Rendant compte à la direction de la CIA et exhibant sa preuve, il reçoit l'ordre de tuer Somoza, ou de le faire tuer, ou de lui faire quitter le pouvoir. Contactant le vieux rebelle Ruben Dario, il apprend que ce dernier refuse d'agir et d'organiser un contre-gouvernement, par peur des Somozistes et des Sandinistes. Malko est ensuite invité à une soirée au cours de laquelle il rencontre le président Somoza. À mots couverts, on essaie de le soudoyer. Le lendemain, il apprend la mort atroce de Fulvia, énuclée des deux yeux. 
Malko va « sonder » les Sandinistes pour savoir s'ils accepteraient une aide de la CIA et les modalités d'une aide. En vain. Doug Swiners propose à Malko de tuer Somoza moyennant le versement d'une forte somme d'argent. Malko est convoqué à Langley : on lui remet une mallette qui contient la somme réclamée par Doug Swiners et une bombe actionnable à distance destinée à tuer Somoza. Il retourne à Managua, mais il ne sera plus assisté de Chris Jones et Milton Brabeck, retournés aux États-Unis. Il apprend par une jeune révolutionnaire sandiniste, Julia, que les Sandinistes vont tuer Doug Swiners. 
Ceci contrarie totalement ses plans car il est prévu que Swiners place la bombe télécommandée dans l'hélicoptère de Somoza. Malko choisit de se débarrasser de Julia. Lorsque le véhicule de Malko arrive à la résidence de Mercedes Puntas, maîtresse du colonel Nuncio (Julia étant cachée dans le coffre), il la dénonce. La jeune femme est arrêtée par Nuncio. Fouillant le coffre de la voiture de Malko, le colonel découvre la bombe et comprend qu'elle devait servir à tuer quelqu'un d'important. La nuit suivante, Malko subit une attaque des Sandinistes à son hôtel qui veulent se venger de l'arrestation de Julia. Peu après, le colonel Nuncio fait une proposition inattendue à Malko : il tuera Somoza avec la bombe (car il a compris que les Américains veulent tuer Somoza et il veut être dans le camp des vainqueurs) et en contrepartie la CIA financera et organisera son départ prochain vers les États-Unis. Malko accepte. 
Nuncio lui indique que trois jours plus tard, Somoza sera à bord de son yacht sur le lac Nicaragua. Ainsi, le jour dit, Doug Swiners et Malko sont à bord d'un hélicoptère, cherchant le yacht de Somoza. Avec ses jumelles, Malko constate l'absence de Somoza dans le bateau, mais la présence de Mercedes Puntas, la maîtresse du colonel Nuncio. Il comprend que quelque chose ne tourne pas rond. Il ordonne à Swiners de descendre et il se jette dans le yacht. Quelques secondes après, l'hélicoptère explose, tuant Swiners. Le colonel Nuncio avait fait placer la bombe de la CIA dans l'hélicoptère ! 

### Fin du roman
Malko prend en otage Mercedes Puntas. L'avion qui devait le récupérer ne venant pas, il retourne à Managua avec son otage. Le chef de poste de la CIA, qui soutient totalement Somoza, refuse de le faire entrer dans l'ambassade et de le protéger. Malko tente de se protéger en allant au domicile de Mercedes Puntas, mais il est finalement arrêté par les services nicaraguayens, et placé dans la cellule voisine de Julia. Torturé, Malko ne parle pas. Alors qu'il vient d'être condamné à mort par un tribunal spécial, un événement politico-militaire le sauve : les rebelles ont investi le casino de Managua et ont pris 500 otages. Une négociation en cours permet de libérer les otages en échange de prisonniers sandinistes, notamment Julia et Malko. Malko est récupéré par Jim Thorp, directeur-adjoint de la CIA. Ruben Dario a été assassiné ; Henry Gall est muté au Paraguay.

## Autour du roman
Le personnage du vieux Ruben Dario contacté par Malko fait référence à Rubén Darío, artiste nicaraguayen mort en 1916.